# 秀水街

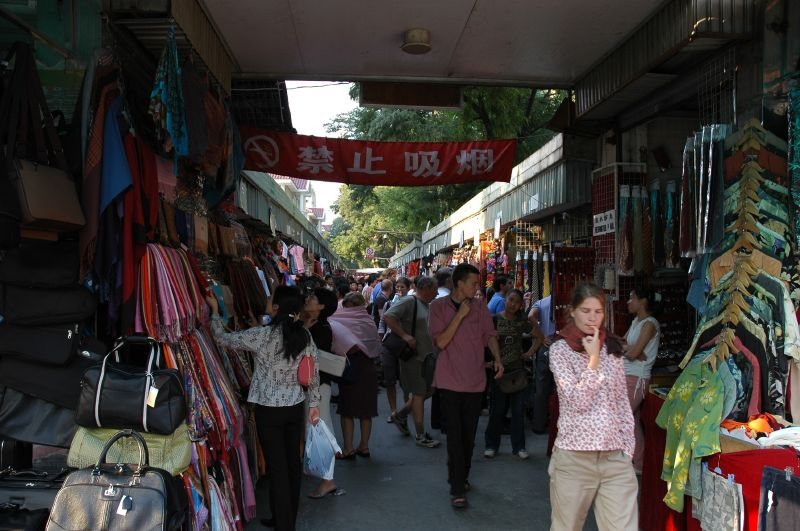
2004年时的秀水街市场

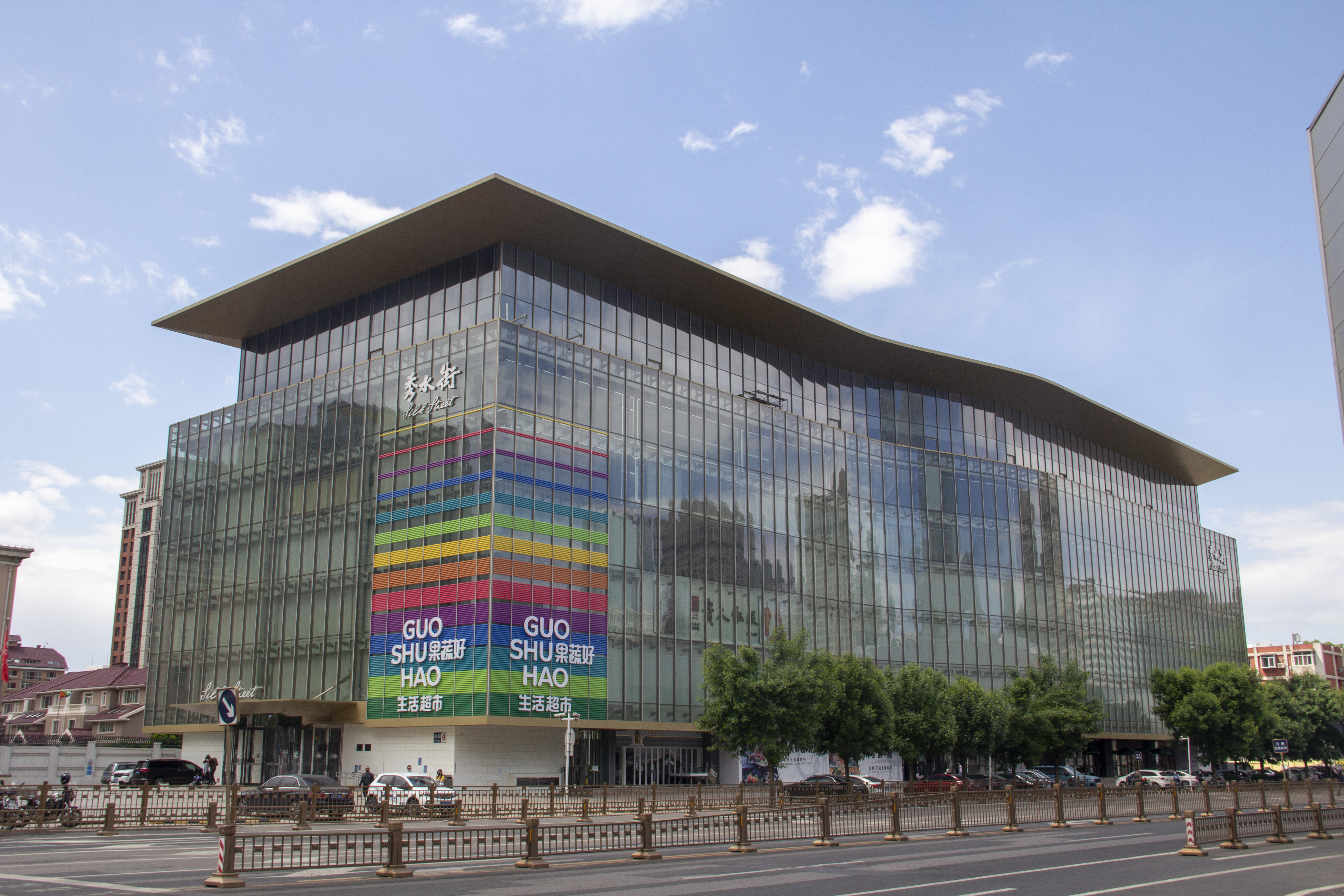
2005年落成的新秀水大廈

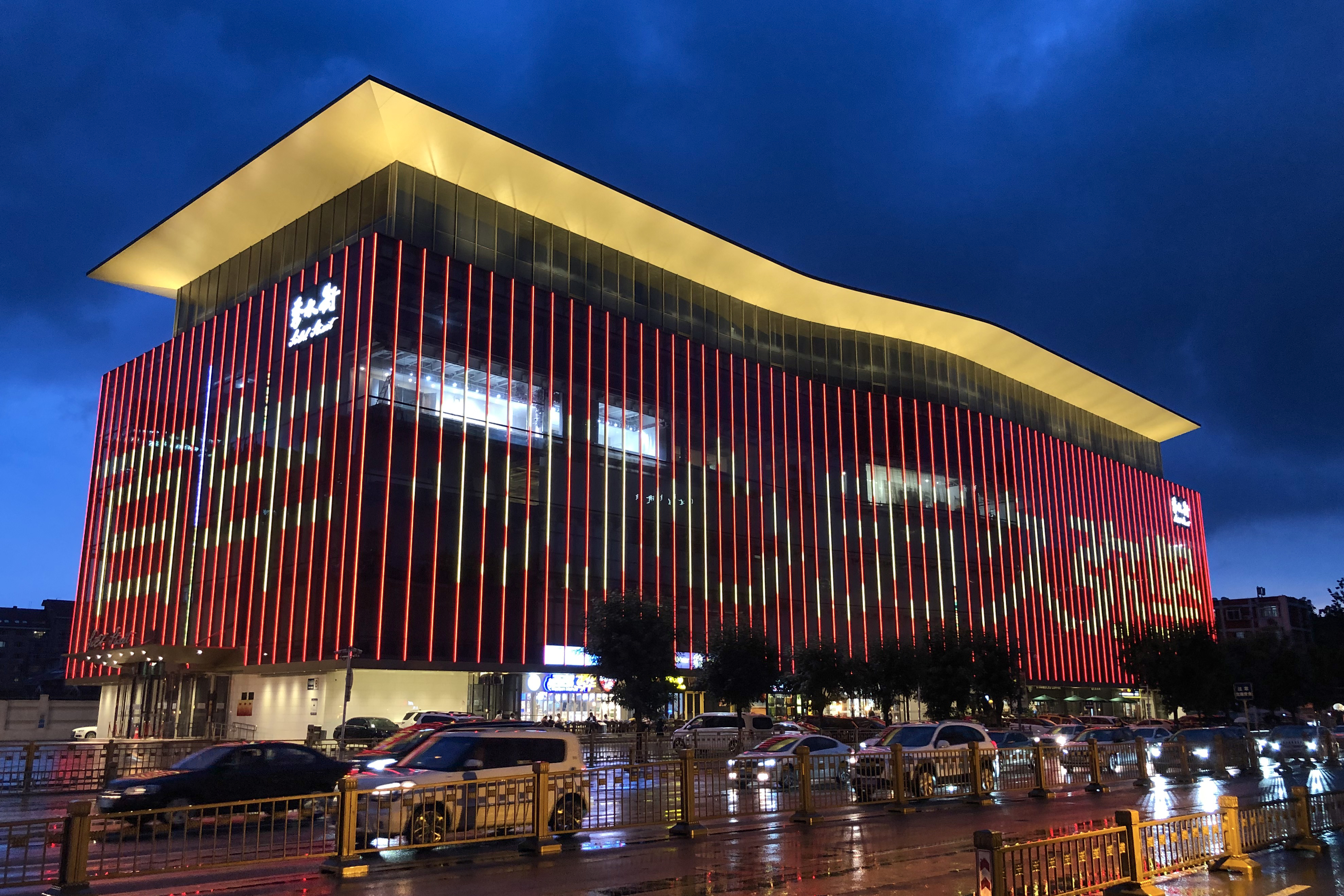
秀水街夜景（2021年7月）

秀水街，也称秀水街服装市场，位于北京市朝阳区永安里附近的秀水东街。原是北京市比较有名的商业街之一，拆迁后的秀水街，已成为一座商场，依然是北京著名的商业中心。主要经营中国传统的丝绸制品和精致的手工艺品和进口商品。与雅宝路服装市场齐名。
由於秀水街鄰近使馆区，所以在这里购买商品的，以在北京居住的外国人和来到中国大陆旅游的外国人居多，到这里购物的以俄罗斯、东欧人最多，街道两旁很多餐馆、运输托运公司多以中俄两国文字写在招牌上。

## 历史
1982年至1985年時，秀水东街只是一條流動商販雲集的無名小街。摊主主要贩卖衣物和小百货。到了1985年末，政府在這裏批准成立了秀水市場，一些商户开始转营有中国特色的丝绸服饰及工艺品，並很快以「中國絲綢一條街」走紅。
在90年代中後期，随着秀水街许多老摊主的退出，来自中国大陆的冒牌商人進駐，專賣各種外國名牌服飾、手錶、眼鏡等仿冒產品，從此中外聞名。更是外國人來京「朝聖」之地。400餘戶攤位的「秀水街」，年營業額以億元計。秀水街不僅外國人光顧，很多本地人外地來京遊客也前往購物。法國前總統希拉克、美國前國務卿貝克夫人，也曾以普通顧客身分到秀水街來選購服裝。

## 遷拆工程
2004年11月，北京市朝陽區有關部門宣布要拆遷秀水市場，並要求將所有商戶搬入附近新建的秀水街大廈。不過商戶們就一直通過上訪，登報及拒絕簽約等方式反對拆遷，京城也有學者聯名上書北京市政府及國家有關部門，呼籲當局保留這條改革開放形成的特殊的商業品牌街。商戶表示，當局的安置工作難以接受，新秀水街大廈不但租金高，而且要預付高達10幾萬按金，更重要的是新大廈存在官商勾結的問題。
2005年1月5日，當局出動大批公安及地方官員到秀水街外防備，由於很多商舖閉市大甩買，也吸引大批市民趕來搶購，小小的秀水街一時間人滿為患。下午4時許，京城開始下起大雪，商戶們也開始了他們的抗議活動，一些商戶穿上寫有反對官商勾結，還我秀水街等字樣的衣衫，並貼出「嚴正聲明」等大字報，引來大批海內外記者採訪。秀水街最後在1月6日下午5時正式閉市。
2005年1月6日，秀水街開始進行清拆工程，但仍有少數商戶拒絕搬遷，且向封鎖現場的警察及拆卸工人投擲石塊等。現場商戶表示，昨天上午公安強行衝入，逮捕了7至8名不願離開的商戶，隨即包圍及封鎖現場，讓工人進內拆除建築物。

## 秀水街大廈
於2005年落成的新秀水街大廈，位於秀水街附近。由於是新式大樓建築，因此攤位價格極高。其中一個攤位更以拍出395萬元人民幣的天價賣出，堪比紐約曼哈頓的地價。這個成本若轉嫁到消費者頭上，新秀水街勢必將失去往昔的價格優勢。
2005年3月19日，新秀水街大廈正式開業。總建築面積達2.8萬平方米，地上5層、地下3層。大廈內約有1,500個攤位。地庫設有超級市場及美食廣場，並設通道連接北京地鐵永安里站。地面及頂層分別為快餐廳及西式咖啡廳和北京烤鴨店。其餘樓層主要經營品牌服裝、休閒服飾、工藝品、絲綢、首飾等各種有中國特色的產品。

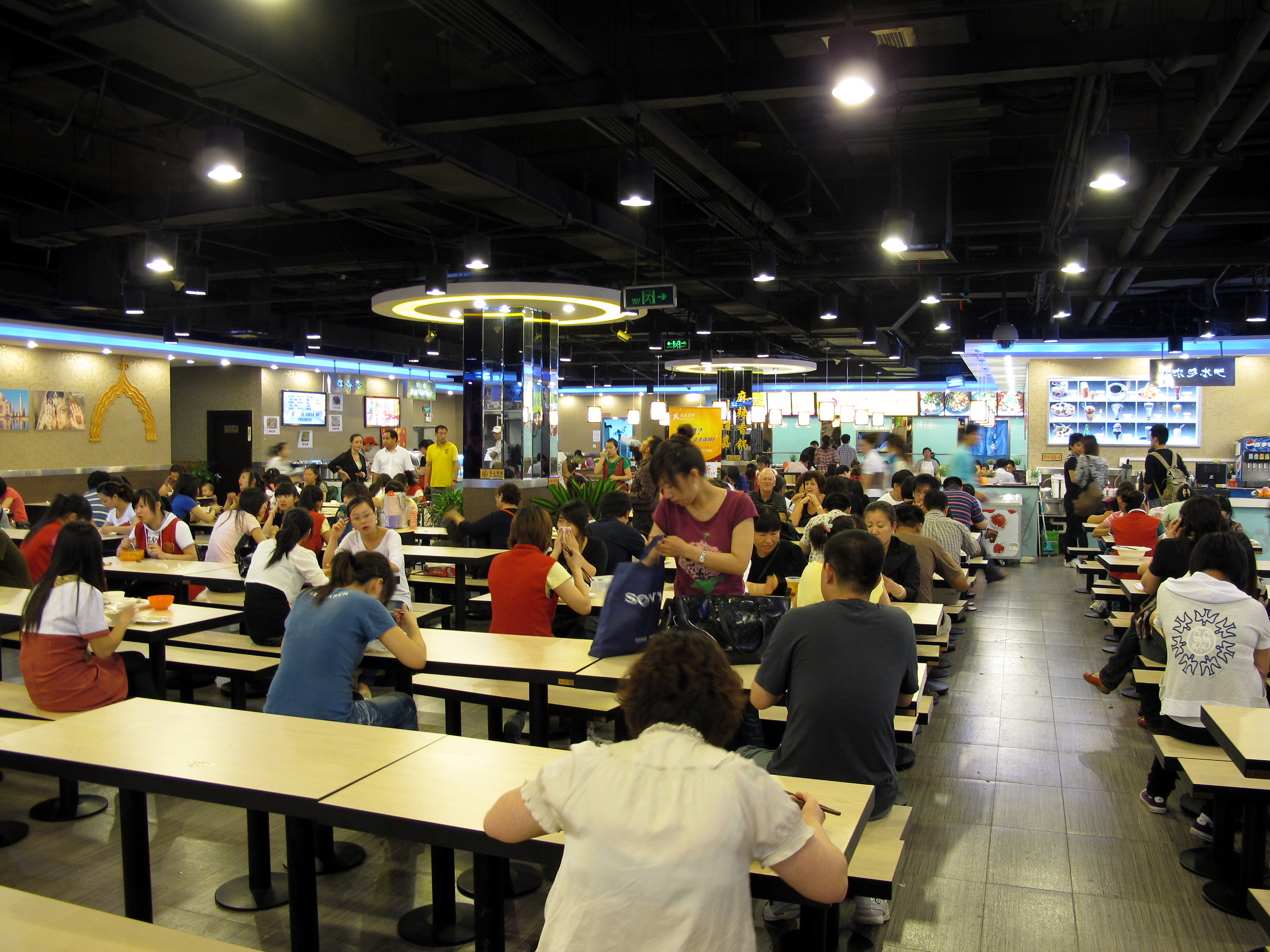
地庫設有美食廣場
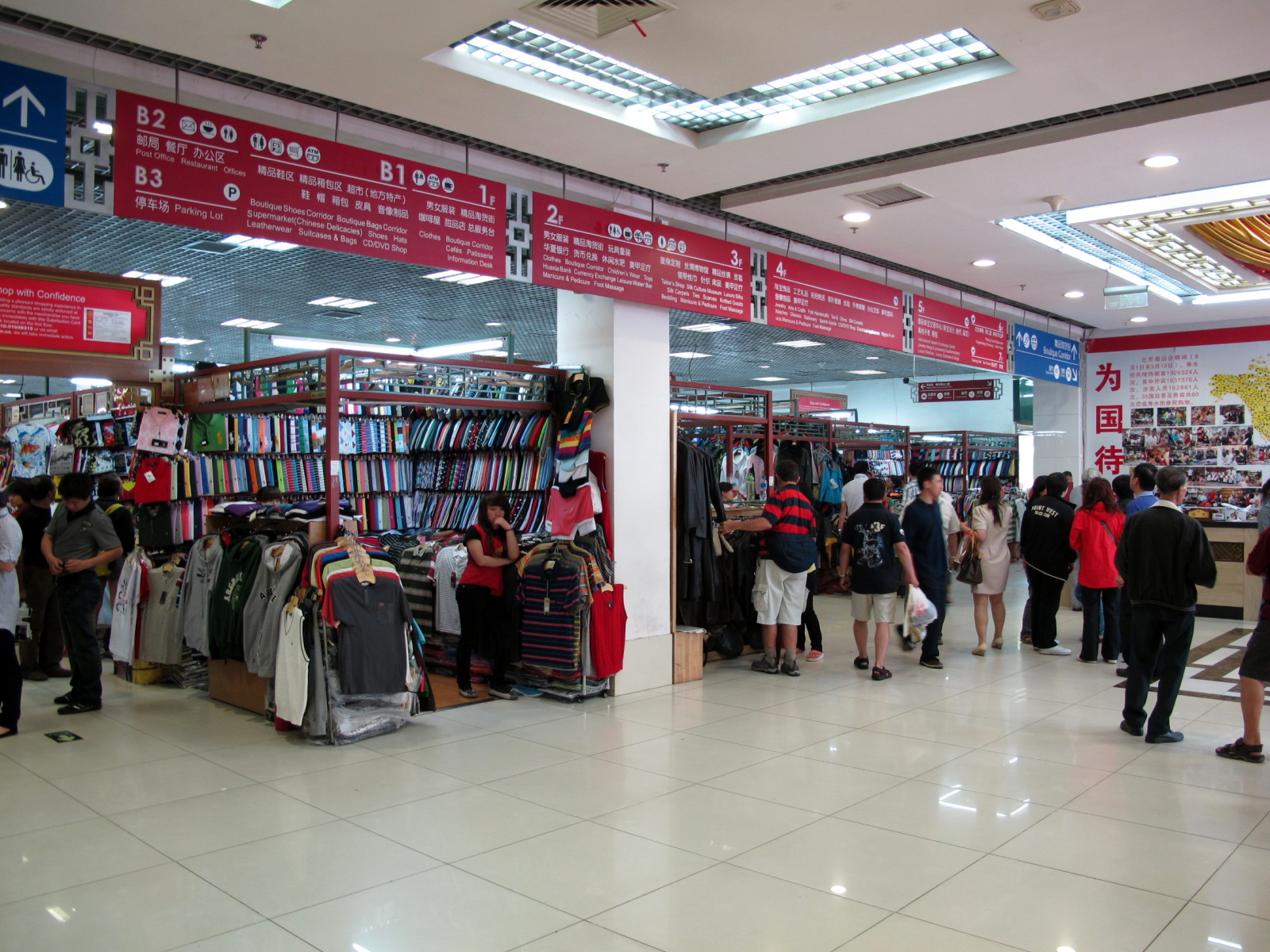
地下層以服裝為主
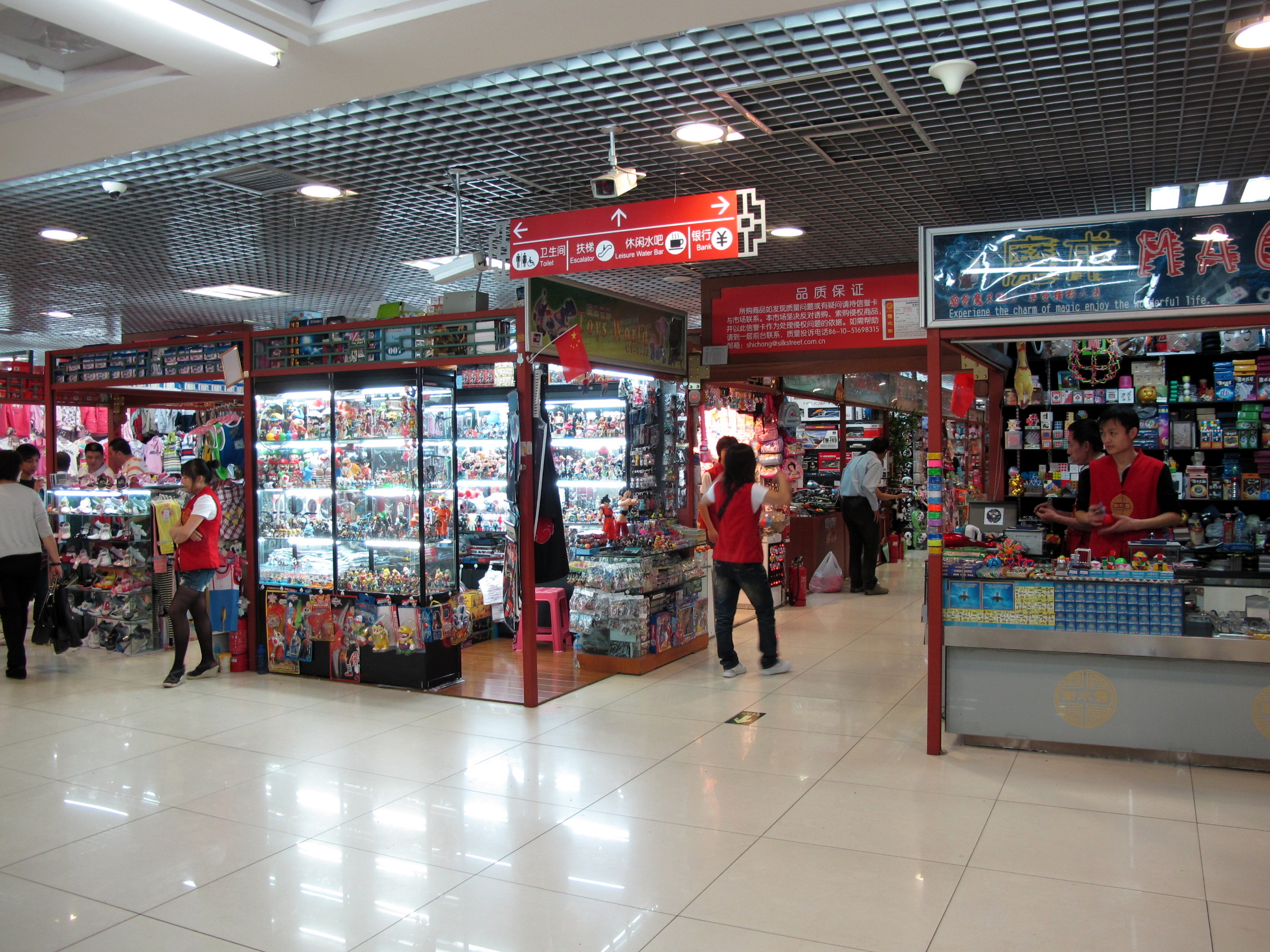
二樓以玩具為主
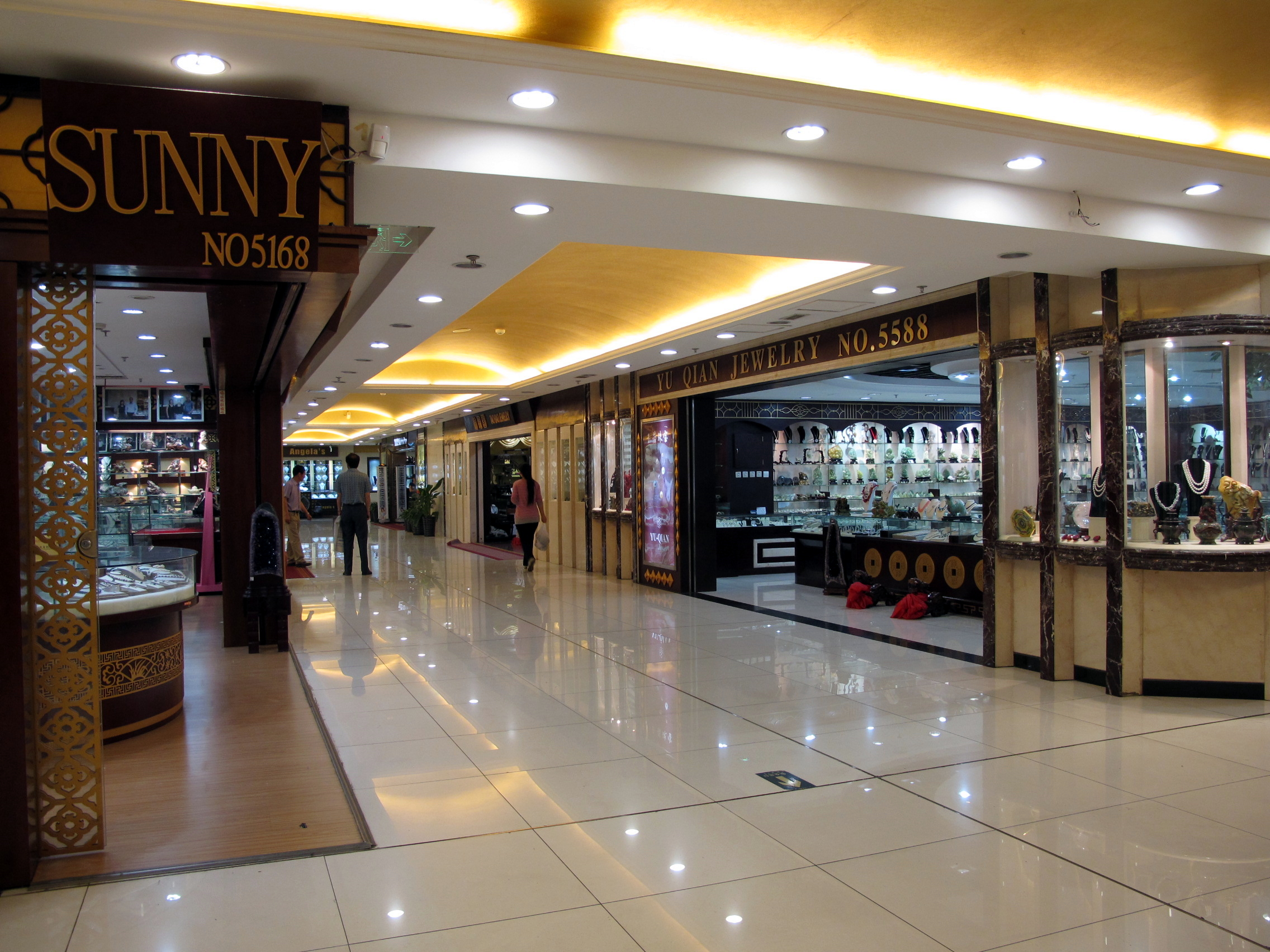
五樓以首飾為主

## 外部連結
- 秀水街网站